# Alexandra Exter
Alexandra Exter (en ukrainien : Олександра Олександрівна Екстер), née Alexandra Alexandrovna Grigorovitch à Białystok (alors dans le Gouvernorat général de Lituanie de l'Empire russe, actuellement en Pologne) le 18 janvier 1882 et morte à Fontenay-aux-Roses (France) le 17 mars 1949, est une artiste reconnue pour ses peintures mais aussi pour ses décors et costumes pour le théâtre. Elle joue un rôle clé dans la transmission des innovations artistiques en Europe avant la Première Guerre mondiale puis dans l'entre-deux-guerres, voyageant beaucoup, rencontrant les créateurs et assimilant rapidement leur langage artistique.

## Biographie
Alexandra Exter naît en 1882 dans une famille bourgeoise cultivée. Son père est un homme d'affaires fortuné. Elle reçoit l'éducation de sa classe : apprentissage du français et de l'allemand, leçons privées de dessin et de musique, etc., suit des cours à l'École d'art de Kiev en tant qu'auditrice libre. Elle se marie avec un avocat célèbre et tient un salon littéraire et artistique avec son mari, jusqu'en 1906. En 1907, elle passe quelques mois à Paris se former à l'Académie de la Grande Chaumière. En 1908, elle organise avec David Bourliouk l'exposition Le Maillon à Kiev. De 1906 à 1914, elle mène une vie cosmopolite, voyageant beaucoup. Son compatriote Serge Férat l'introduit dans le cercle de la baronne Hélène Oettingen à Paris où elle fait la connaissance de Guillaume Apollinaire, Braque, Léger, Picasso. Son travail est d'abord dominé par le cézanisme géométrique, puis par le cubo-futurisme russo-ukrainien. Elle participe à toutes les expositions de l'art de la gauche russe dont l'Exposition Tramway V, celles du Valet de Carreau. Elle participe à des expositions en France et en Italie et contribue à la diffusion en Russie des innovations de l'avant-garde mondiale.
En 1915, elle crée des décors pour le théâtre Kamerny d'Alexandre Taïrov à Moscou, couvrant les murs, les escaliers, le vestibule, le rideau de scène de ses peintures. Influencée par le suprématisme de Malévitch mais en conflit avec lui et par Tatline son rival, elle crée à partir de 1916 des tableaux abstraits, mais elle ne montre ses œuvres non figuratives qu'en 1917, date à laquelle elle expose une rétrospective de dix ans de ses œuvres à une exposition du Valet de Carreau. Elle réside un temps à Kiev puis en 1920 rentre à Moscou, adoptant les idées du constructivisme russe, où en 1921 elle montre ses œuvres sous le titre Constructions de plan, construction de force, s'appuyant sur sa conception de la couleur, en contradiction avec les théories constructivistes. Elle participe en 1921 à l'exposition 5x5=25 en compagnie notamment d'Alexandre Rodtchenko. La même année, elle conçoit des costumes « cubo-baroques » pour une production de Roméo et Juliette à Moscou.
En 1922, elle conçoit les costumes pour la pièce Salomé d'Oscar Wilde,.
En 1923-1924, elle élabore des vêtements modernes, des pavillons pour des expositions agricoles et industrielles russes. Elle fait aussi des esquisses pour les costumes d'Aelita, un film de science-fiction de Yakov Protazanov. En 1924 elle participe à l'organisation du pavillon soviétique et présente ses œuvres à l'Exposition internationale des Arts de Venise.
Fin 1924, Alexandra Exter émigre finalement en France avec son mari, mais continue brièvement de présenter ses œuvres sous pavillon soviétique. Elle exécute des costumes et décors, crée des sculptures lumineuses pour l'appartement berlinois de la danseuse russe Elsa Krüger, fabrique des marionnettes, donne des cours de scénographie, illustre des livres de la collection du Père Castor chez Flammarion à partir de 1936, et notamment trois panoramas. Elle enseigne de 1926 à 1930 à l'académie d'art contemporain de Fernand Léger, à la demande de Léger. Elle illustre sur gouache à partir de 1933 des enluminures qui constituent une phase remarquable de la fin de sa carrière. Le manuscrit Callimaque (traduction en français du texte grec) est considéré comme l'un de ses chefs-d'œuvre,.
Elle participe en 1936 à l'exposition Cubisme et Abstraction de New York et expose ensuite personnellement à Prague et à Paris.
Elle meurt en mars 1949 à Fontenay-aux-Roses et est inhumée au cimetière de cette ville.

## Galerie photographique

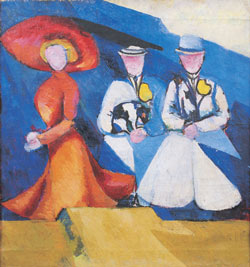
Portrait de trois femmes (1909-1910), huile sur toile
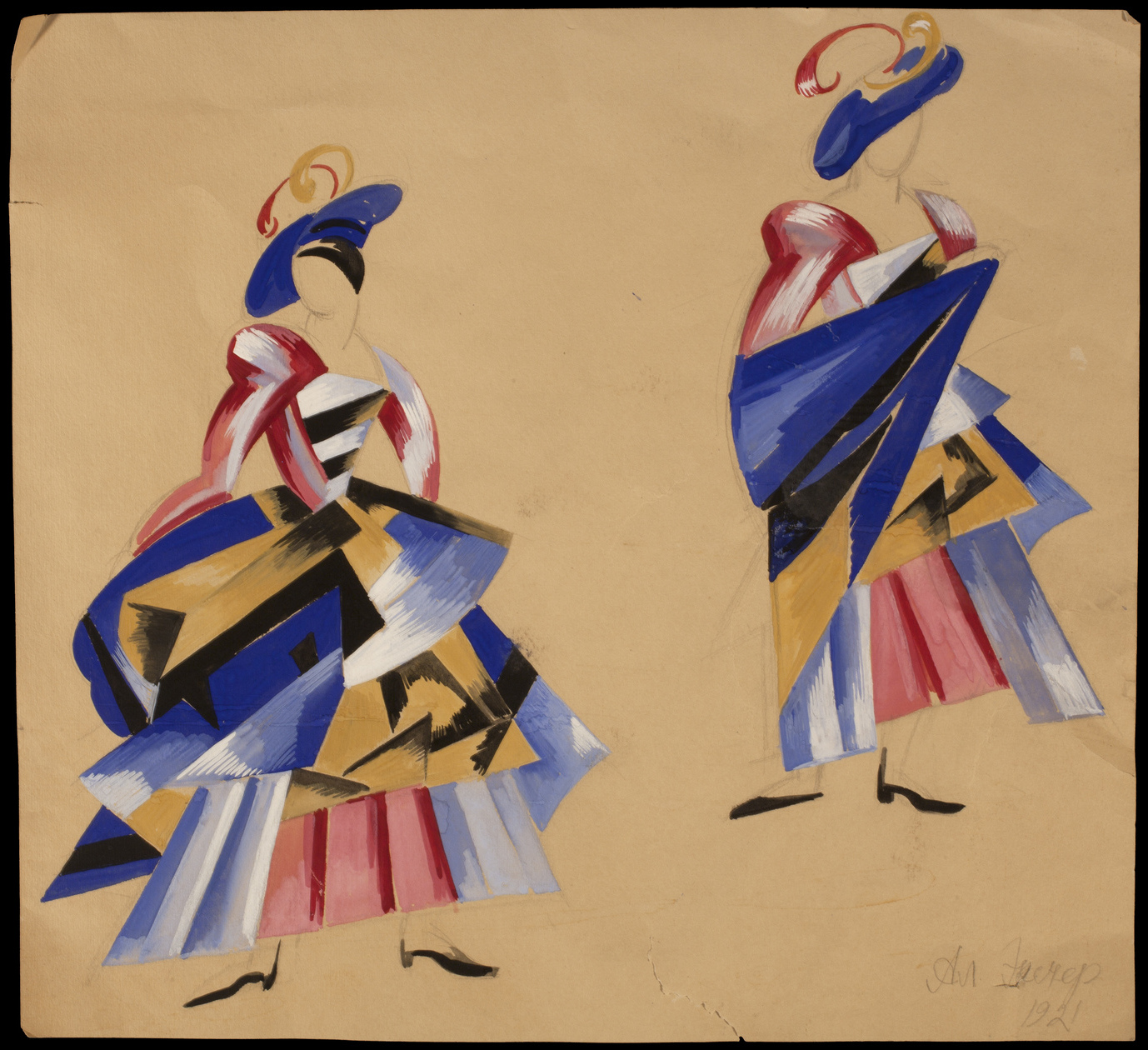
"Costume design for Romeo and Juliette" (1921), Centre M.T. Abraham
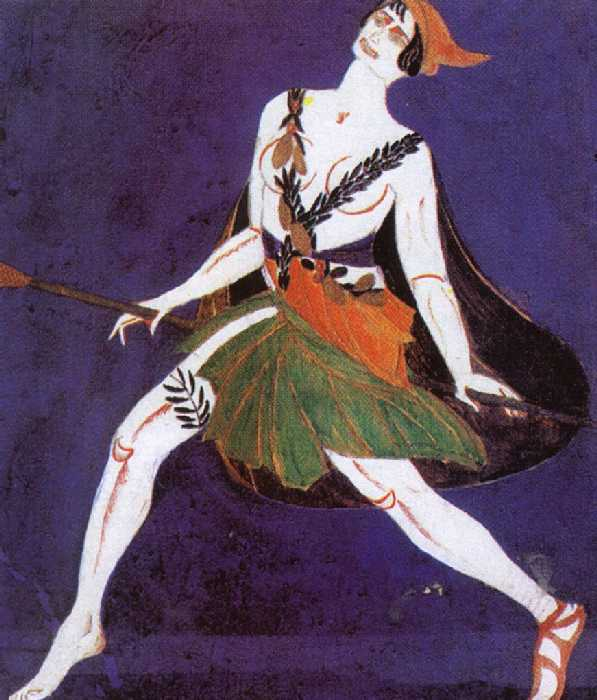
Ménade (1916)
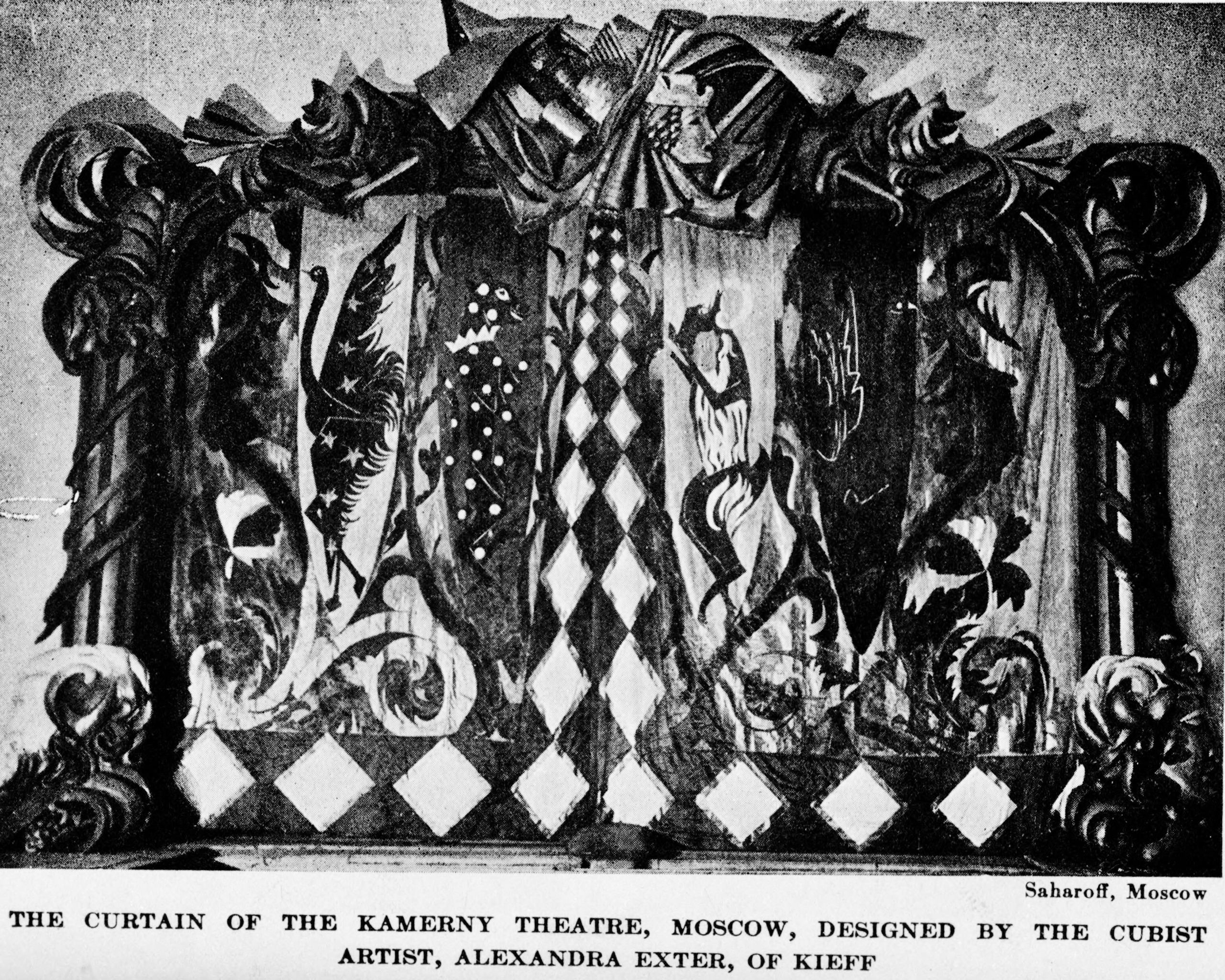
Rideau du théâtre Kamerny de Moscou (1922)
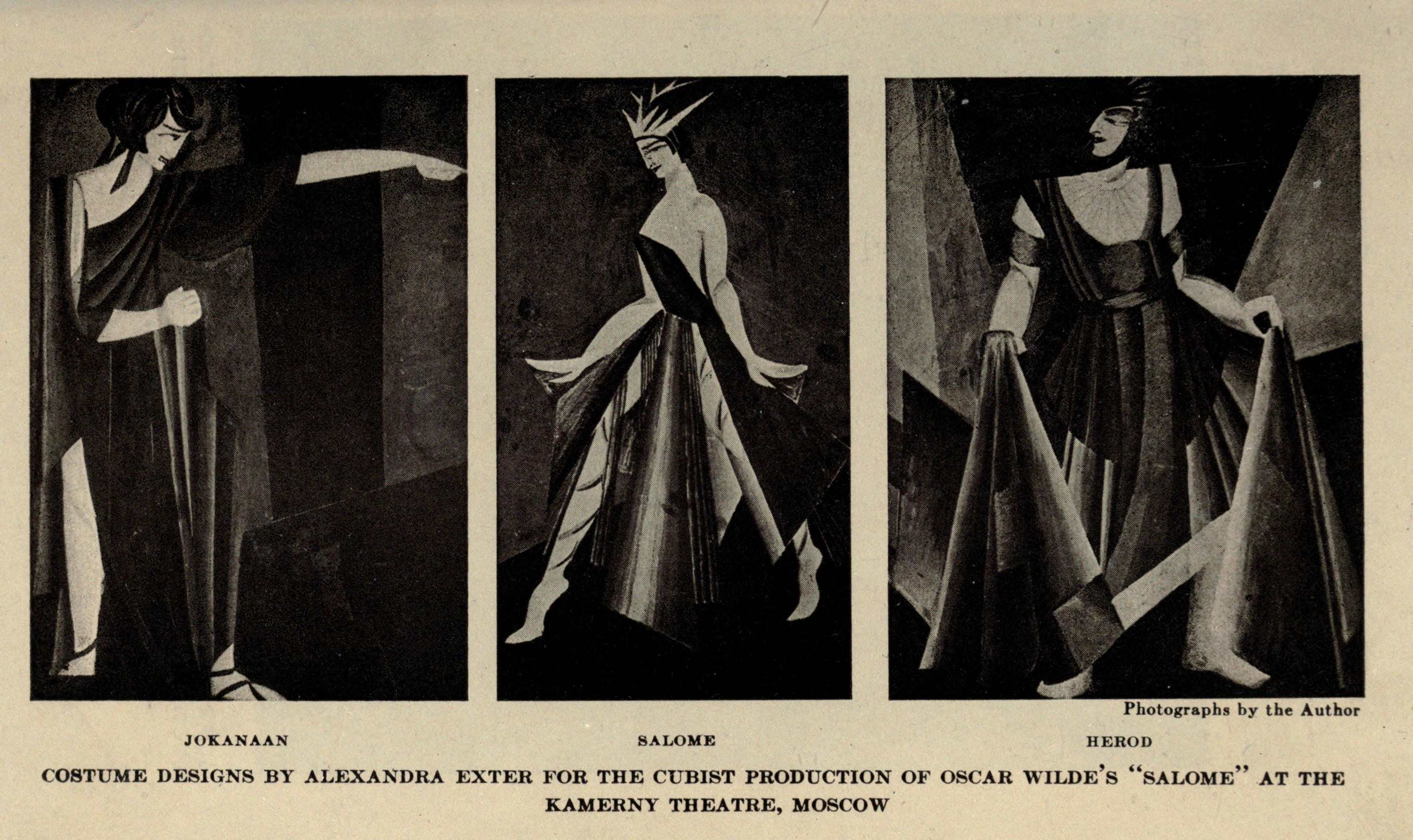
Costumes conçus pour la pièce Salomé d'Oscar Wilde (1922)
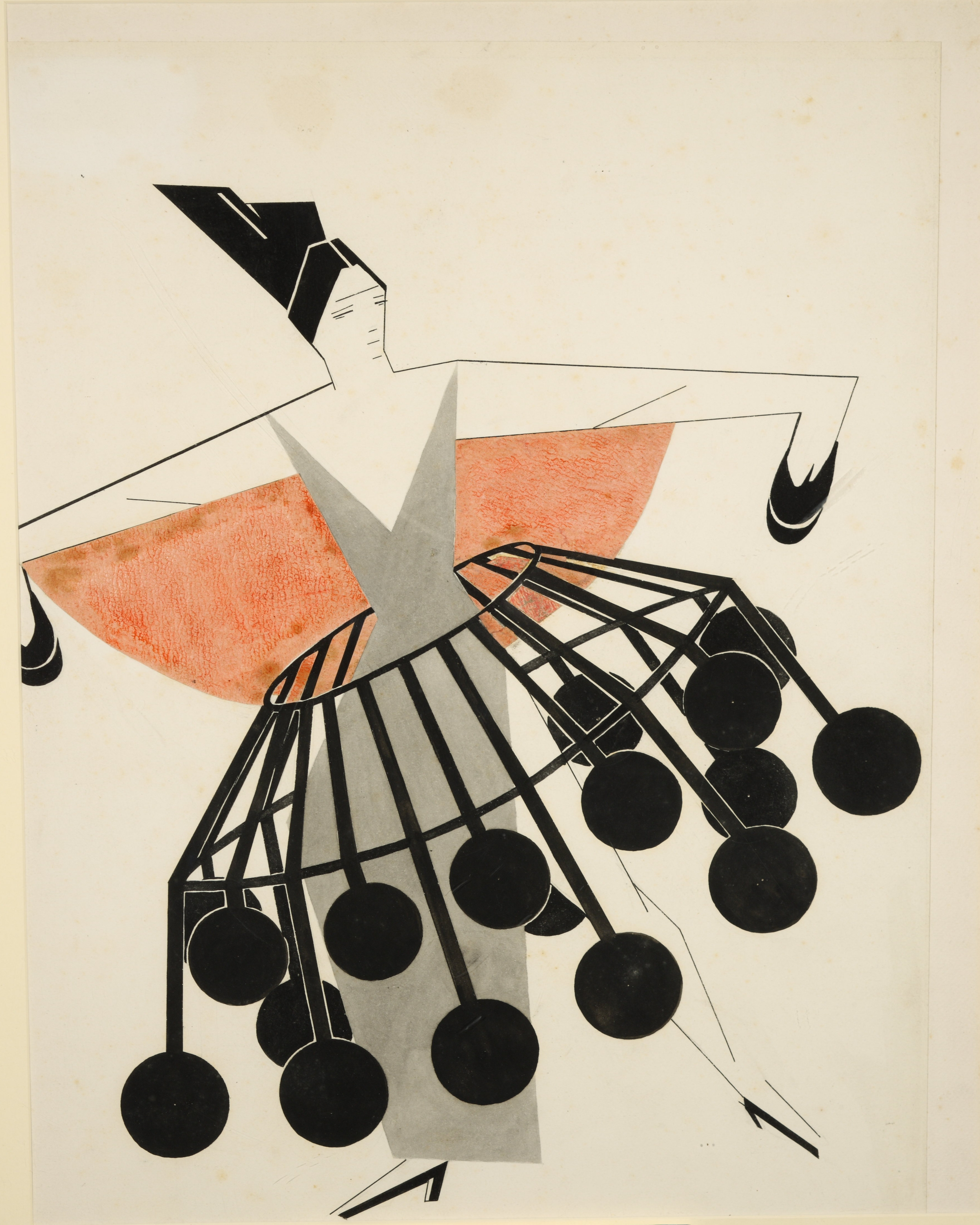
Conception de costumes pour une femme dans une jupe avec vertugadin « Эскиз костюма женщины в юбке с фижмами » (1924)